# Думбревіца (Брашов)
Думбревіца (рум. Dumbrăvița) — село у повіті Брашов в Румунії. Адміністративний центр комуни Думбревіца.
Село розташоване на відстані 156 км на північ від Бухареста, 18 км на північний захід від Брашова.

## Населення
За даними перепису населення 2002 року у селі проживали 3637 осіб.
Національний склад населення села:
| Національність | Кількість осіб | Відсоток |
| -------------- | -------------- | -------- |
| румуни         | 3182           | 87,5%    |
| цигани         | 441            | 12,1%    |
| угорці         | 12             | 0,3%     |

Рідною мовою назвали:
| Мова      | Кількість осіб | Відсоток |
| --------- | -------------- | -------- |
| румунська | 3619           | 99,5%    |
| циганська | 10             | 0,3%     |
| угорська  | 7              | 0,2%     |